# リチャード・マーロウ
リチャード・ケネス・マーロウ（Richard Kenneth Marlow, 1939年7月26日 - 2013年6月16日）は、イギリスの合唱指揮者、オルガニスト。サリー州バンステッド出身。

## 人物
サザークのセント・オーラヴズ・グラマースクールに通いつつ、サザーク大聖堂の聖歌隊長を務めた。17歳でロイヤル・カレッジ・オブ・オルガニストのフェローシップ・ディプロマ（FRCO）を取得し、オルガン奨学生となり、後にケンブリッジ大学セルウィン・カレッジの研究員に就任。サーストン・ダートに師事し、17世紀のヴァージナリストであるジャイルズ・ファーナビーに関する博士論文を執筆した。サウサンプトン大学で教員を務めた後、1968年にケンブリッジ大学に戻り、レイモンド・レッパードからトリニティ・カレッジのフェロー兼音楽監督の職を引き継ぎ、音楽学部で講義を行った。
翌年、マーロウはケンブリッジ大学室内合唱団を設立。斬新でスタイリッシュなパフォーマンスで世界的に高い評価を得た。しかし、1982年に結成されたトリニティ・カレッジ混声合唱団に注力するために、1989年にケンブリッジ大学室内合唱団を解散した。
マーロウは、合唱作品と後進の指導に加えて、編集者として積極的に活動し、ニューグローヴ世界音楽大事典やオックスフォード英国人名事典など、さまざまな書籍や学術雑誌に寄稿した。また、多くのヨーロッパ諸国やオーストラリア、ブラジル、カナダ、日本、ニュージーランド、南アフリカ共和国、台湾、アメリカ合衆国でチェンバロとオルガンのリサイタルを実施した。マーロウは、オルガンのソリストおよび合唱監督として多数の録音を残している。最近では、ヘンデルの『オルガン協奏曲』第14番をエンシェント室内管弦楽団とともに録音した。
2006年9月、ケンブリッジ大学トリニティ・カレッジの音楽監督から退任。後任の音楽監督はスティーブン・レイトンである。マーロウはその後、2013年6月16日に悪性リンパ腫で亡くなるまで大学のフェローを務めた。